# La Basse-cour
Pour les articles homonymes, voir La Basse Cour.
La Basse-cour est un tableau réalisé par le peintre français Henri Rousseau en 1896-1898. Cette huile sur toile représente dans un style naïf une basse-cour clôturée dans laquelle on distingue deux gallinacés de couleur blanche, ainsi que deux humains qui paraissent minuscules. Accrochée au-dessus d'une couronne de laurier lors de la première exposition du Cavalier bleu à Munich fin 1911, cette peinture est alors la propriété de Vassily Kandinsky. Legs de Nina Kandinsky en 1981, elle est aujourd'hui conservée au musée national d'Art moderne, à Paris.